# Hesso de Baden-Hachberg
Hesso de Baden-Hachberg (m. en 1410) fue margrave de Baden-Hachberg y señor de Höhingen de 1386 a 1410.

## Biografía
Hesso era uno de los hijos de Enrique IV y de su esposa Ana de Üsenberg.
Tras la muerte en combate de su hermano mayor, el margrave Otón I, en la batalla de Sempach de 1386 contra los Habsburgo, asumió el poder junto con su hermano Juan de Baden-Hachberg. En 1390 Hesso y sus hijos aparecen mencionados como vasallos del conde Juan de Habsburgo, que le enfeudó Prechtal. En caso de muerte sin herederos, el feudo debía regresar a Hesso y sus descendientes en toda propiedad. Esto aconteció en 1408. A pesar de ello, los Fürstenberg reivindicaron también la herencia, lo que dio como resultado un largo conflicto. En 1409/1410, una sentencia arbitral concedió la mitad de Prechtal a cada una de las partes e instauró una regla de condominio sobre el feudo entre Baden y Fürstenberg que perduró hasta 1806. En 1392 Hesso compró a Werner von Hornberg su parte del castillo de Höhingen del que ya tenía la otra mitad. Adquirió también el castillo de Triberg del mismo Werner von Hornberg.

## Matrimonio y descendencia
Se casó en primeras nupcias con Ana o Inés de Geroldseck, con quien tuvo tres hijos. 
- Enrique, comprometido en 1390 con Margarita de Nellenburg; el matrimonio no se celebró porque Enrique falleció antes.
- Hesso
- Otón ,que fue quien le sucedió.

Después se casó con Margarita de Tubinga, hija del conde palatino de Tubinga en 1381 y tuvieron una hija, Margarita, que se casó en 1405 con Federico de Leiningen.